# Edward Sutton (5e baron Dudley)

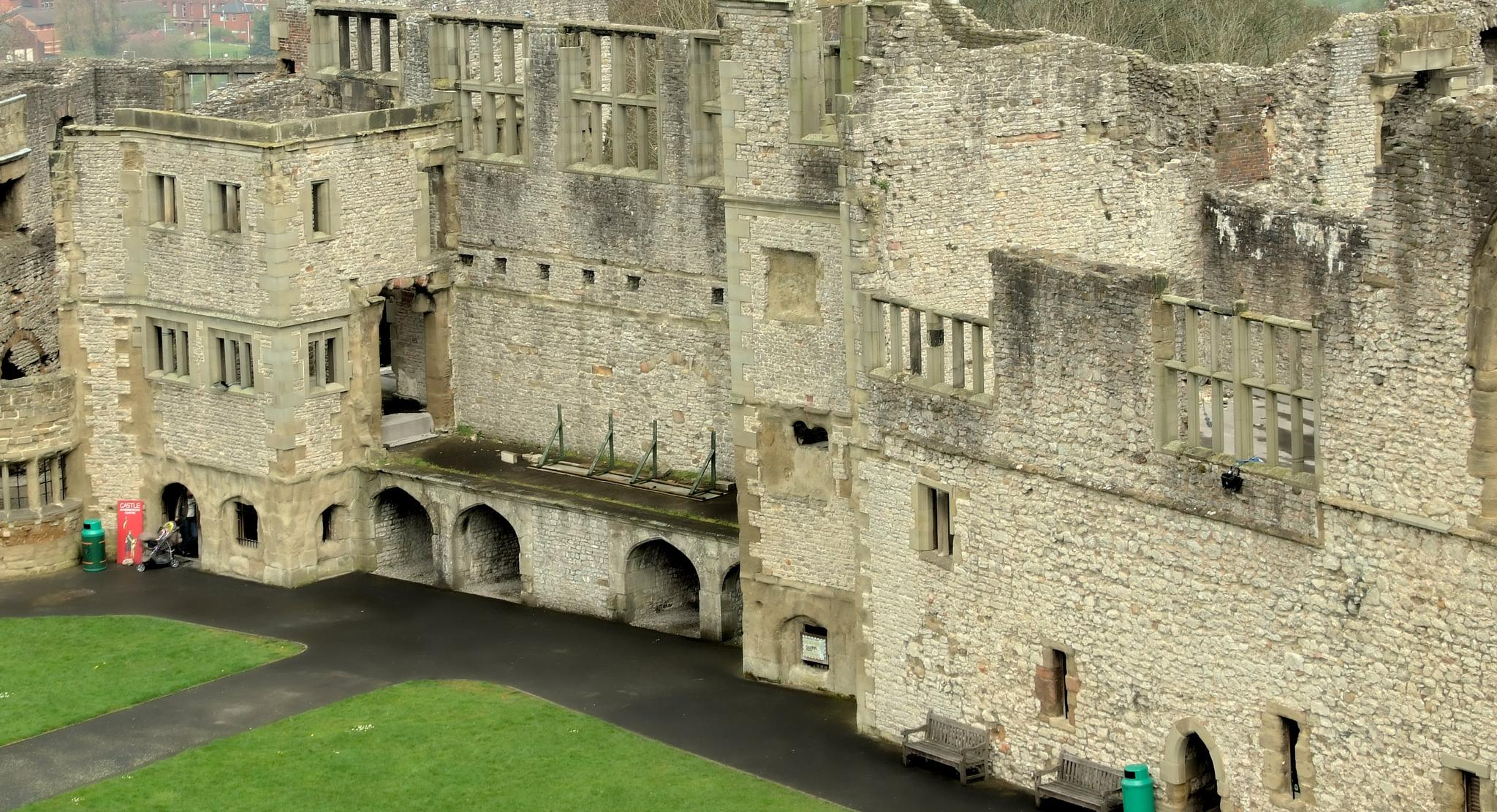
Le château de Dudley, aujourd'hui en ruine, est le siège et la résidence principale de Lord Dudley.

Edward Sutton, 5e baron Dudley (17 septembre 1567 – 23 juin 1643) est un important propriétaire terrien, principalement dans le Staffordshire et le Worcestershire, et brièvement membre de la Chambre des communes d'Angleterre. Grâce à son comportement intempérant, il acquiert une grande notoriété, achève la ruine financière de sa famille et est le dernier de son nom à porter le titre.

## Jeunesse
Il est le fils d'Edward Sutton (4e baron Dudley) (en), un soldat distingué qui réussit à récupérer les domaines familiaux après qu'ils ont été confisqués par John Dudley (1er duc de Northumberland) en raison de dettes. Sa mère est la seconde épouse du 4e baron, Jane Stanley, fille d'Edward Stanley (3e comte de Derby). Il a un frère cadet, John, et une demi-sœur aînée, Agnes, de la première femme de son père.
Edward Sutton serait né en septembre 1567 car il est baptisé le 17 septembre 1567. En 1580, à l'âge de 13 ans, il est envoyé au Lincoln College, à Oxford, et l'année suivante, alors qu'il n'a que 14 ans, il épouse Theodosia Harington d'Exton, Rutland, qui a environ 5 ans de plus.

## Les acteurs de Lord Dudley
Sutton est le patron d'un groupe d'acteurs, connu sous le nom de joueurs de Lord Dudley, et un ours de spectacle. En 1595, il rédige un mandat pour que sa compagnie dirigée par Francis Coffyn et Laurence Bradshaw puisse voyager et se produire. Sutton révoque cette licence et fréquente un autre groupe d'acteurs, mais certains acteurs essayent en vain d'utiliser le mandat annulé de 1595 à Chester en novembre 1602.
Les joueurs de Lord Dudley sont à Newcastle en mars 1600. En 1615, le chef de la compagnie s'appelait Dishley .

## Carrière politique
Edward Sutton est élu comme l'un des deux chevaliers du comté pour le Staffordshire en 1584. Encore âgé de seulement 17 ans, il est élu en tête par ordre de préséance d'Edward Legh. Celui-ci est nommé haut shérif du Staffordshire le jour des élections et doit être autorisé à s'absenter du Parlement. Sutton ne fait aucune contribution enregistrée aux Communes. Il succède à son père en 1586 et ne peut donc se présenter aux élections cette année-là. Malgré son anxiété apparente de servir dans les conseils de son pays, Sutton ne prend son siège à la Chambre des lords qu'en 1593.
L'intervention politique la plus importante de Sutton a lieu lors du scandale des élections du Staffordshire en 1597. Poursuivant un différend foncier avec les Worcestershire Lytteltons, Sutton présente son frère John comme candidat, dans une tentative d'empêcher l'élection d'Edward Littleton de Pillaton Hall, un proche allié de Robert Devereux, 2e comte d'Essex. Sutton s'assure le succès en obtenant un rapport électoral vierge de Thomas Whorwood, le shérif supérieur, qui est le beau-père de John Sutton. Littleton dépose des pétitions contre les Suttons et Whorwood en Chambre étoilée. Parmi ses plaintes contre Lord Dudley, il y a le fait qu'il a personnellement voté pour son frère lors du vote vocal à Stafford. En tant que pair, Sutton ne devrait pas participer aux élections aux Communes, soutient Littleton, apparemment la première fois que ce principe constitutionnel est exprimé. L'autre candidat, Christopher Blount, le beau-père d'Essex, est également offensé d'avoir été placé au-dessous de Sutton sur l'acte électoral. Sa femme, la mère d'Essex, écrit au comte pour se plaindre de l'indignation, et Sutton est convoqué devant le Conseil privé. Cependant, le parlement est bientôt terminé et il semble que Littleton ait choisi de concentrer ses efforts sur le malheureux Whorwood. Bien que sa chicane et ses mauvaises manières aient aliéné certains des plus grands du pays, les conséquences pour Sutton auraient pu être pires.

## Propriétaire et industriel
Edward Sutton passe la majeure partie de sa vie sous la pression des autorités pour qu'il s'acquitte de dettes dépassant sa capacité de payer, héritées en partie de son père et en partie dues à sa propre mauvaise gestion de ses ressources.
Lord Dudley, comme ses ancêtres immédiats, possède d'importants domaines autour du château de Dudley, notamment les manoirs de Dudley, Sedgley et Kingswinford. Il développe les ressources minérales de ces domaines, y construisant (probablement) cinq hauts fourneaux. Il obtient une licence d'utilisation du brevet de John Robinson (ou Rovenson) pour fabriquer du fer avec du charbon de bois (c'est-à-dire du charbon minéral) en 1619, et en 1622 renouvèle ce brevet en son propre nom. Sutton aurait été un innovateur qui met en place un premier Four à réverbère utilisant du charbon et une verrerie dirigée par Paul Tissac, ou Tyzack, où le charbon plutôt que le bois est d'abord utilisé comme combustible. Ces projets ne lui rapportent aucun profit.
Edward Sutton ramène son fils illégitime Dudd Dudley du Balliol College d'Oxford pour gérer ses forges, mais cette stratégie n'est pas entièrement couronnée de succès. Finalement, Edward Sutton se brouille avec Dud et expulse Dud du nouveau haut fourneau à coke qu'Edward a construit à Hasco Bridge à la frontière entre Gornal et Himley. Les dettes continuent de croître et, en 1593, le domaine est mis sous séquestre.
Les forges sont essentielles car les dettes de la famille sont déjà si importantes que le testament du père de Lord Edward a affecté tout le produit de ses forges pendant 21 ans pour payer les créanciers, qui ont préséance sur sa veuve et ses jeunes enfants. Les problèmes d'argent enveniment les relations avec John, le frère cadet d'Edward Sutton. John est compensé pour son exclusion d'une partie de la succession de son père par la promesse d'une rente de son frère, qu'Edward n'a jamais payée. La fraude électorale de 1597 a peut-être aidé John à établir de nouveaux contacts et de nouvelles sources de revenus, mais le parlement dure un peu plus de trois mois et le scandale lui rend impossible toute nouvelle carrière parlementaire.
Toujours à court d'argent, Edward Sutton mène de nombreuses batailles pour conserver son héritage et ses revenus, dont beaucoup par la violence. Sa querelle la plus amère est avec Gilbert Lyttelton, centrée sur la ferme de Prestwood, près de Kinver, et atteint son apogée dans les années 1590. Prestwood est au confluent de la rivière Smestow et du Worcestershire Stour . Sutton fait expulser Lyttelton de force. Il revendique ensuite le droit de saisir les biens des hors-la-loi sur d'autres domaines de Lyttelton et les attaquent, chassant les moutons et le bétail. Elargissant encore le différend, il revendique l'une des mines de charbon de Lyttelton. Il fait arrêter les mineurs, confisque les stocks de charbon et met le feu à la mine. Le Conseil privé convoque Lord Dudley et essaie de le raisonner, en vain. Lyttelton se plaint auprès de la Chambre étoilée, qui lui donne raison, infligeant une lourde amende à Sutton pour émeutes et vol de bétail . C'est ce qui conduit Sutton à tenter de se venger en bloquant l'élection d'Edward Littleton, car il est un parent éloigné de Gilbert Lyttelton . Les sentiments sont très amers des deux côtés. Le Conseil privé doit écrire aux assises du Worcestershire en juillet 1598, exigeant des poursuites contre deux des fils de Gilbert Lyttelton, Stephen et John, qui ont attaqué John Sutton et ses serviteurs, bien que les Sutton aient déjà perdu le différend foncier.

## Mariage et famille
Dudley est marié à l'âge de 14 ans à Theodosia Harington (d. 1649). Elle est la fille de James Harington d'Exton, Rutland, avocat et député de longue date. Les Harington sont les propriétaires terriens les plus importants du Rutland et le frère aîné de Theodosia, John, est créé baron Harington d'Exton en 1603. Dudley et Theodosia ont un fils et quatre filles : 
- Ferdinando Sutton (1588-1621), qui épouse Honora Seymour, fille d'Edward Seymour, vicomte Beauchamp, qui est considéré par certains comme un prétendant potentiel au trône à la mort d'Elizabeth Ire.
- Mary Sutton (1586-1645), qui épouse Alexander Home (1er comte de Home) (en)
- Anne Sutton (1589-1615), qui épouse Hans Meinhard von Schönberg, l'ambassadeur Palatin en Angleterre et ont Frederick Schomberg, 1er duc de Schomberg
- Margaret Sutton (1597-1674), qui épouse Sir Miles Hobart de Fleet Street et Plumstead en 1627, un fils de Henry Hobart de Plumstead et Willoughby Hopton, une fille d'Arthur Hopton de Blythburgh et Witham [10]. Ils ont des fils Edward, Miles, Tom, John et James, et une fille Willoughby. Elle est enterrée à St Margaret's, Westminster[11].
- Théodosie Sutton (1599-1615).

Lord Dudley a également une maîtresse de longue date, Elizabeth Tomlinson, qui lui donne une grande famille d'enfants illégitimes, au moins au nombre de 11. Lord Dudley pourvoit à cette deuxième famille. L'aîné Robert Dudley sinon Tomlinson reçoit un petit domaine à Netherton à Dudley. Un autre fils Dudd Dudley reçoit un bail de Chasepool Lodge à Swindon, Staffordshire. Une fille Jane est la grand-mère du maître de forge Abraham Darby.
À la Chambre étoilée, Gilbert Lyttelton tente de discréditer Dudley en affirmant qu'il a abandonné sa femme à Londres sans soutien pour vivre avec Elizabeth Tomlinson, « une femme obscène et infâme, la fille d'un charbonnier de base ». Le Conseil privé ordonne à Dudley de verser à sa femme une allocation, ce qu'il ne fait pas. En août 1597, il est envoyé à la prison de Fleet. Il est libéré au bout de quelques jours, à condition de payer une pension alimentaire de 100 £ par an pour sa femme et de 20 £ pour chaque enfant légitime. En moins de 18 mois, il est de retour devant le Conseil privé, ayant accumulé des arriérés .
Le fils légitime de Dudley, Ferdinando, est décédé avant lui, laissant une fille Frances. Dudley marie cette petite-fille à Humble Ward, le fils d'un riche orfèvre, William Ward, qui est l'un de ses créanciers.
Dudley meurt le 23 juin 1643 et est enterré dans l'église St Edmund, Dudley. Frances Ward hérite des domaines, avec leurs dettes, et devient la baronne Dudley suo jure. Humble Ward paye les dettes et rachète les domaines au profit d'eux-mêmes et de leurs descendants.